# John Thaw
Pour les articles homonymes, voir Thaw.
John Thaw (3 janvier 1942 à Gorton, Manchester - 21 février 2002 à Luckington, Wiltshire) est un acteur britannique.

## Biographie
Il est particulièrement connu pour ses interprétations remarquables dans des séries télévisées, telles l'avocat Kavanagh dans Kavanagh (Kavanagh Q.C.) ou le policier Jack Regan dans la série Regan (The Sweeney), mais surtout Inspecteur Morse, où il tient le rôle de l'inspecteur-chef Endeavour Morse, l'homme à la Jaguar MK2 rouge, qui mène avec succès des enquêtes dans la ville d'Oxford et de ses environs.
John Thaw joue le rôle du dernier des Quatre dans un épisode de la série des Sherlock Holmes adaptés par Granada Television, avec Jeremy Brett : Le Signe des Quatre.
Il tient le rôle de Jimmy Kruger, ministre de la Justice dans Cry Freedom.
Il a tenu également divers rôles au théâtre, et est considéré comme un acteur de grande qualité.
Il a obtenu pour ces interprétations de nombreuses récompenses.

## Filmographie sélective

### Cinéma
- 1992 : Chaplin de Richard Attenborough : Fred Karno
- 1987 : Cry Freedom de Richard Attenborough : Jimmy Kruger, ministre de la Justice
- 1977 : Sweeney! de David Wickes : Jack Regan
- 1972 : Le Retour de l'abominable Docteur Phibes (Dr Phibes Rises Again) de Robert Fuest : Shavers

### Télévision
- 1995 - 2001 : Kavanagh - 27 épisodes (série télévisée) : Kavanagh
- 1987 - 2000 : Inspecteur Morse - 33 épisodes (série télévisée) : Inspecteur chef Endeavour Morse
- 1975 - 1978 : Regan - 53 épisodes (série télévisée) : Jack Regan
- 1973 : Les Rivaux de Sherlock Holmes - épisode :  The Sensible Action of Lieutenant Holst  (série TV) : Lieutenant Holst
- 1973 : Poigne de fer et séduction - épisode :  Lena (série télévisée) : Mario Carpiano
- 1964 : Chapeau melon et bottes de cuir - épisode :  Esprit De Corps (TV Series): Capitaine Trench